# Duca di San Carlos
Il titolo di Duca di San Carlos fu creato il 23 maggio 1780, da Carlo III per Don Fermín Francisco de Carvajal Vargas, conte di Puerto. 

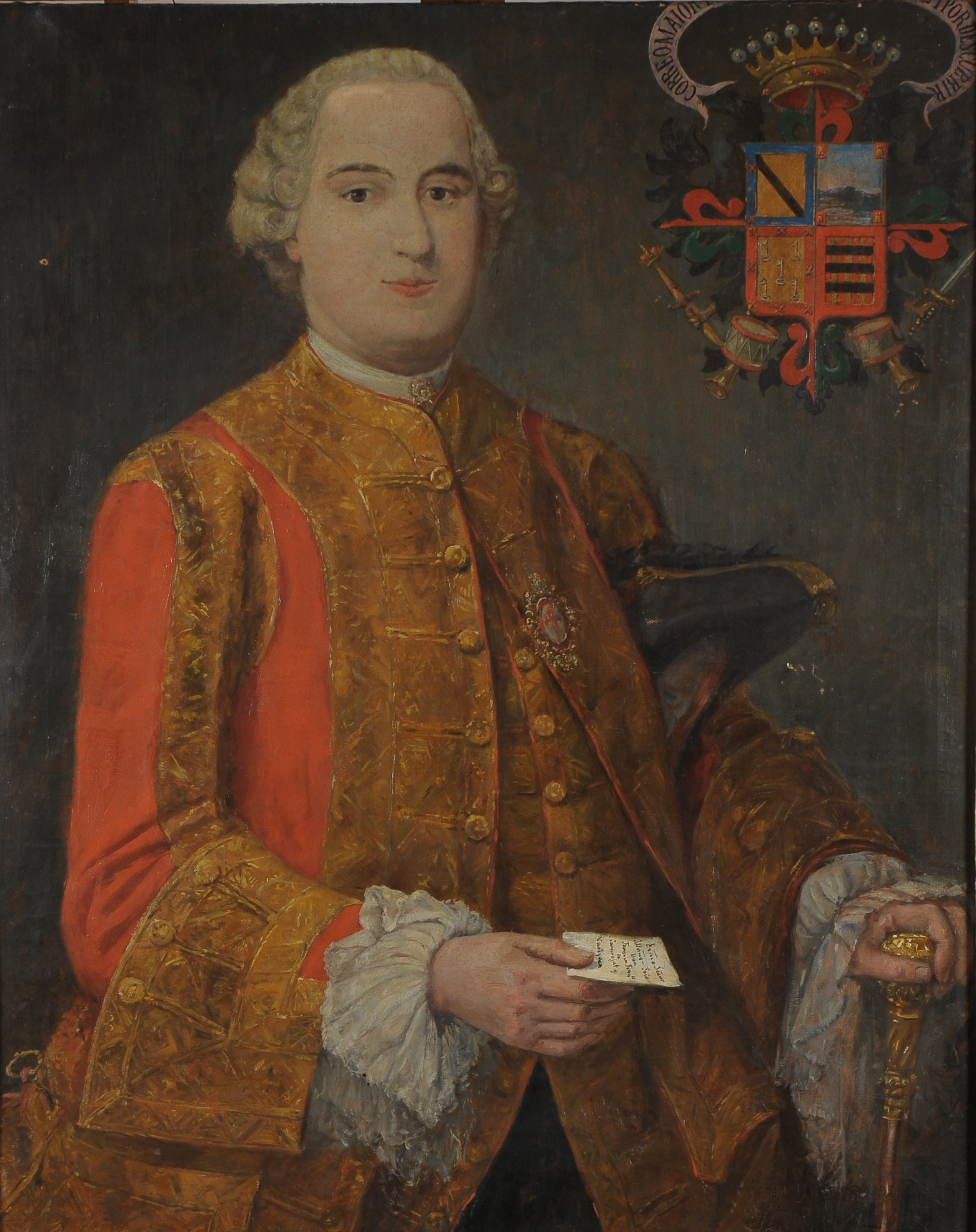
Ritratto di Don Fermín Francisco de Carvajal Vargas, Museo storico nazionale del Cile, Santiago del Cile

## Storia
Per circa 254 anni, la famiglia Carvajal ricoprì la carica più antica nelle Indie, concessa a Don Lorenzo Galindez de Carvajal, presidente del Consiglio di Castiglia, membro del Consiglio delle Indie ed esecutore di Ferdinando II d'Aragona, il 14 maggio 1514; tale posizione è stata confermata dal regio decreto da Carlo I di Spagna, il 26 ottobre 1525.
Durante questo periodo cominciarono a raccogliere un crescente potere, diversi titoli di nobiltà e di un patrimonio enorme, che ha causato qualche sospetto alla Corona spagnola.
Nel 1780 Carlo III gli diede il titolo di Duca di San Carlos.
Possedeva il titolo di marchese di Santa Cruz, essendo discendente di Álvaro de Bazán.

## Duchi di San Carlos (1780)
- Fermín Francisco de Carvajal-Vargas (1722-1797)
- José Miguel de Carvajal-Vargas (1771-1828)
- José Fernando de Carvajal-Vargas (1808-1872)
- María Luisa de Carvajal (1853-1947)
- Casilda de Silva (1914-2008)
- Álvaro Fernández de Villaverde (1943)